# Autokefale kirker
Autokefale kirker (af auto- og  græsk κεφαλή = hoved) er selvstyrende kirker. I den ortodokse tradition er dette betegnelsen for de selvstændige kirker, der har en patriark eller ærkebiskop som leder. Dette står i modsætning til den romersk-katolske kirke, hvor paven er fælles internationalt overhoved. Blandt autokefale kirker regnes:
- Den ortodokse kirke i Konstantinopel (oldkirkeligt patriarkat)
- Den ortodokse kirke i Alexandria (oldkirkeligt patriarkat)
- Den ortodokse kirke i Antiokia (oldkirkeligt patriarkat)
- Den ortodokse kirke i Jerusalem (oldkirkeligt patriarkat)
- Den russisk-ortodokse kirke
- Den serbisk-ortodokse kirke
- Den ortodokse kirke i Albanien
- Den bulgarsk-ortodokse kirke
- Den georgiske ortodokse og apostoliske kirke
- Den ortodokse kirke i Hellas
- Den ortodokse kirke i Polen
- Den rumænsk-ortodokse kirke
- Den tjekkiske og slovakiske ortodokse kirke
- Den ortodokse kirke på Cypern
- Den ukrainsk-ortodokse kirke

| Kristendom | Spire Denne artikel om kristendom er en spire som bør udbygges. Du er velkommen til at hjælpe Wikipedia ved at udvide den. |